# Pachi
Pachi fue el nombre de la mascota de los Juegos Panamericanos 2015 y Parapanamericanos 2015. Los Juegos se llevaron a cabo en Toronto, Canadá, en 2015. El diseño ganador fue el creador por Michelle Ing, Paige Kunihiro, Jenny Lee y Fiona Hong de Buttonville Public School de Markham, Ontario.

## Historia
Pachi fue presentado el 13 de julio de 2013. Los escolares canadienses contribuyeron a reducir la elección de la mascota cuyo diseño se basa en el del puercoespín, un animal que se encuentra en los 41 países que compiten en los Juegos. Pachi tiene en la espalda 41 espinas cónicas estilizadas: una por cada país que participa en los Juegos Panamericanos. Las espinas tienen uno de los cinco colores, cada uno de los cuales representa una cualidad que se dice que los Juegos respaldan: juventud, pasión, colaboración, determinación y creatividad.
Los puercoespines tienen una visión relativamente deficiente, por lo que se dice que la elección de basar su diseño en un puercoespín es un vínculo simbólico con los atletas de los Juegos Parapanamericanos.
La organización de los Juegos licenciaron «Inner Ninja» como tema musical oficial de Pachi.
Se contrató a diecisiete artistas para que se pusieran un traje de Pachi para que lo interpretasen durante el evento deportivo.
Después de los Juegos Panamericanos y Parapanamericanos, Pachi se convirtió en la mascota de los Juegos de Ontario. La apariencia de Pachi cambió ligeramente. La marca de los Juegos Panamericanos y Parapanamericanos en el sombrero y las pulseras fue reemplazada por la marca de los Juegos de Ontario. El sombrero cambió a blanco y las plumas son de colores rojo, verde y azul.